# Полкський музей мистецтва
Полкський музей мистецтв при Флоридському південному коледжі (Polk Museum of Art at Florida Southern College; PMoA) — приватний, некомерційний, та національно-акредитований музей мистецтв повіту Полк у Лейкланді, Флорида. Він є членом Флоридської асоціації музеїв, займає за рейтингом серед кращих мистецьких музеїв на Флориді й є філією Смітсонівської установи. Вхід у музей безкоштовний.

## Історія
Музей було створено Юнацькою добродійною лігою у 1966 році, який названо Імперським юнацьким музеєм. 1969 року його було перейменовано на Полкський громадський музей, тому що його було розширено мистецьким, історичним та науковим відділами. Сучасна будівля була спроектована архітектором Ерні Строном та була зведена у 1988 році. Саме у час будівництва була прийнята сучасна назва музею.
2017 року приватний Полкський музей мистецтва уклав угоду про співробитництво з Флоридським південним коледжом для взаємного досягнення цілій установ та кращого служіння громаді.

## Галерея

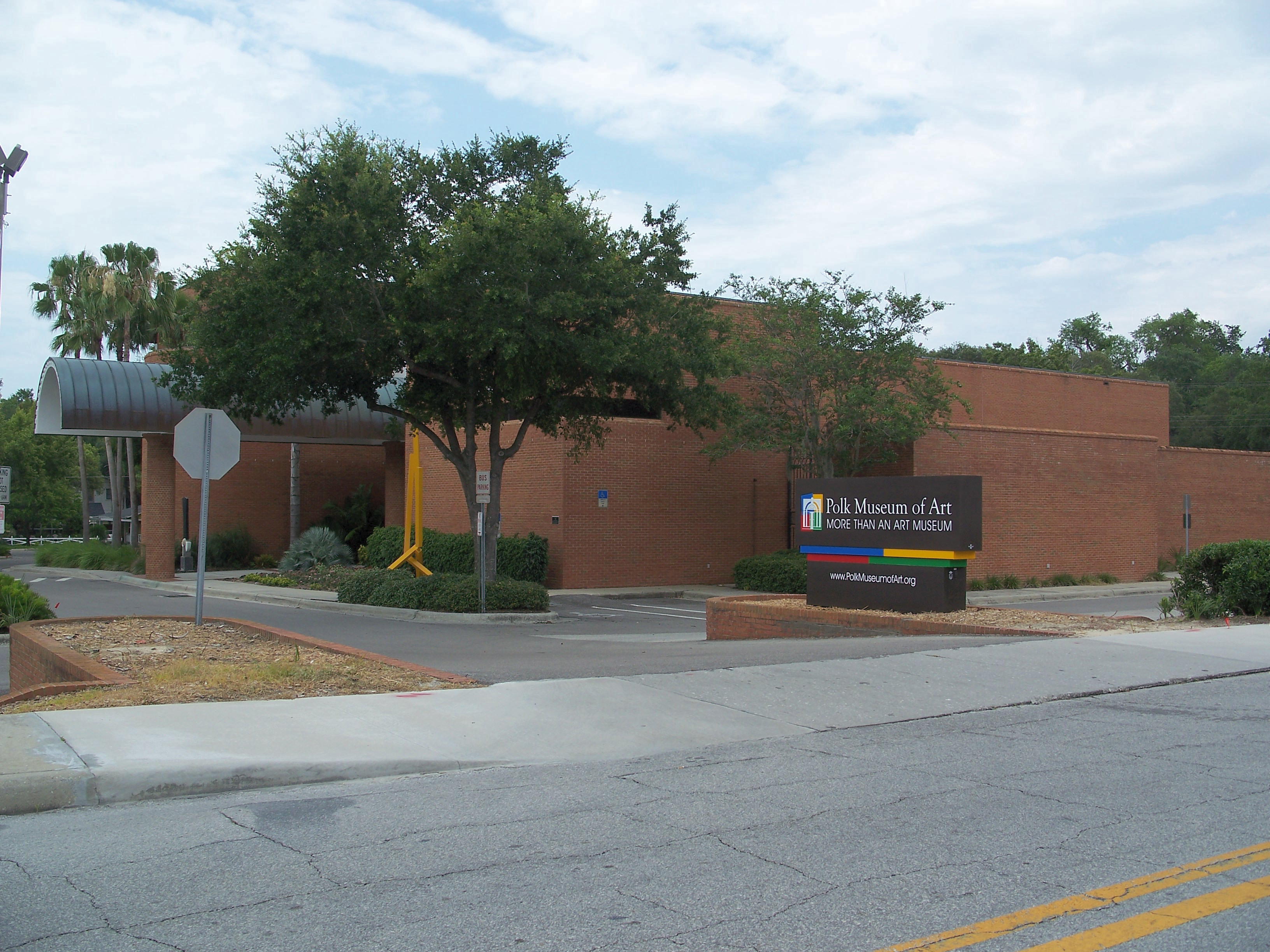
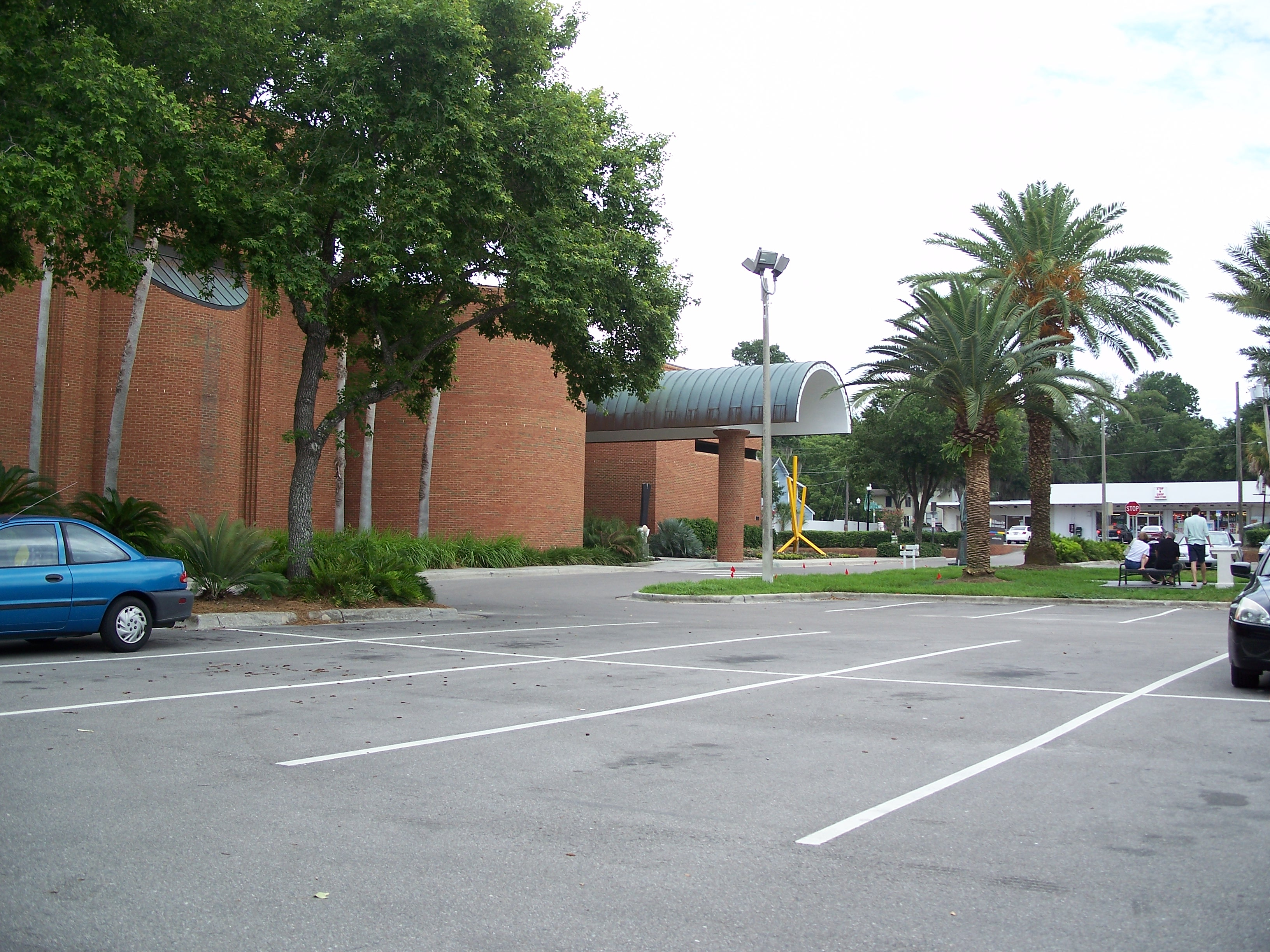
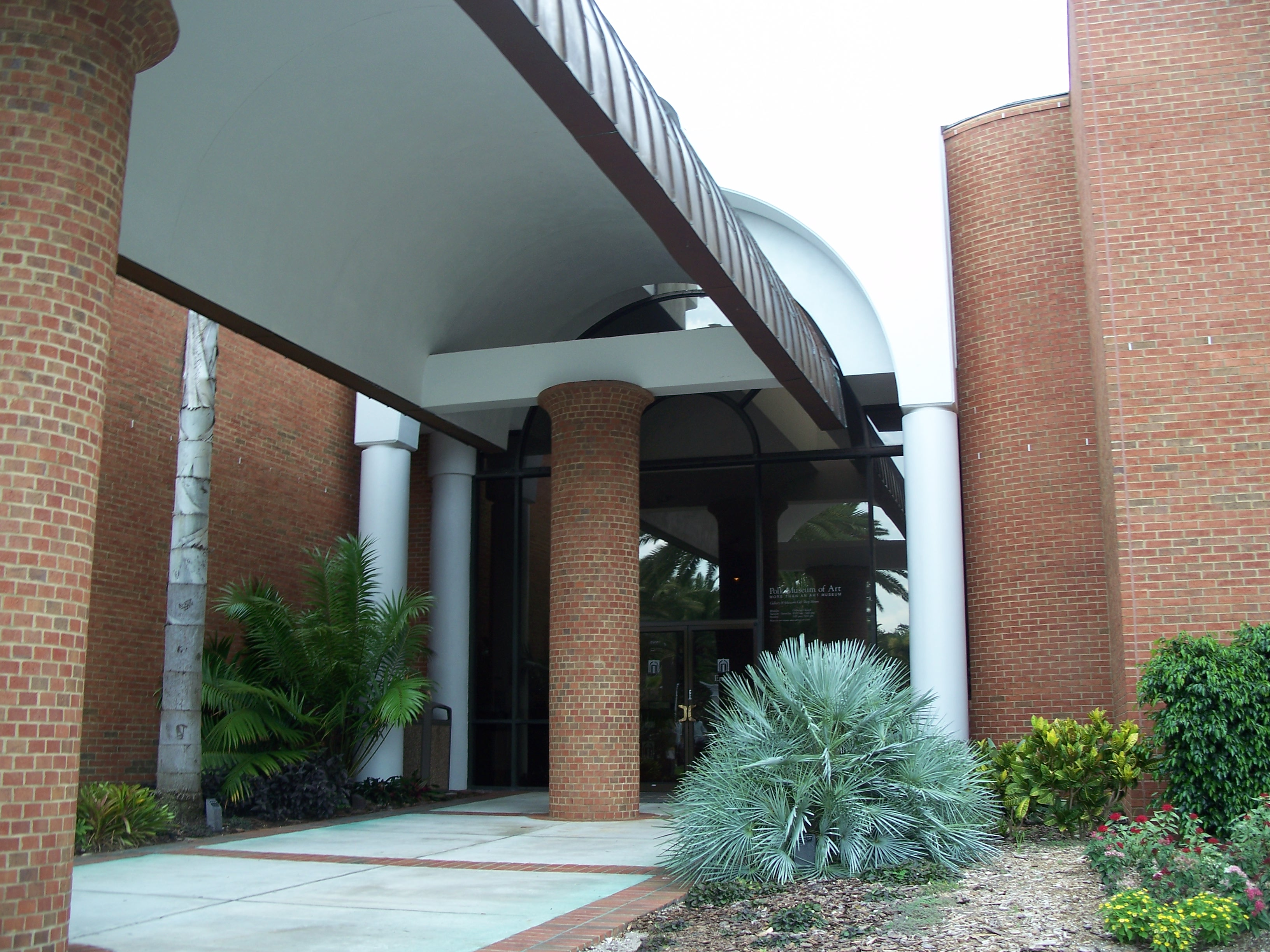

## Колекції та виставки
Полкський музей мистецтва наразі відображає мистецтво від доколумбової доби до сучасного, щороку обертає сотні експонатів навколо центральної теми. Музей має постійну колекцію з понад 2500 робіт, що містять доколумбове мистецтво, модерністське та сучасне мистецтво, азійське мистецтво, африканське мистецтво, європейське та американське декоративне мистецтво, скульптури у його відкритих садах, а також студентські роботи. У музеї також надано великий простір для тимчасових виставок, що включають як місцеві художні твори, так й мандруючі виставки, серед яких американська народна творчість, сучасні майстри, японські друки та текстиль, африканське мистецтво, афро-американське мистецтво, експонати Місячного музею, та багато інших.